# Ceuthorrhynchidius
Ceuthorrhynchidius är ett släkte av skalbaggar. Ceuthorrhynchidius ingår i familjen vivlar.
Kladogram enligt Catalogue of Life:
| Ceuthorrhynchidius | \| \| Ceuthorrhynchidius albohispidus \| \| \| \| \| \| Ceuthorrhynchidius baldensis \| \| \| \| \| \| Ceuthorrhynchidius barnevillei \| \| \| \| \| \| Ceuthorrhynchidius bedeli \| \| \| \| \| \| Ceuthorrhynchidius bellus \| \| \| \| \| \| Ceuthorrhynchidius biscutellatus \| \| \| \| \| \| Ceuthorrhynchidius bucheti \| \| \| \| \| \| Ceuthorrhynchidius cakilis \| \| \| \| \| \| Ceuthorrhynchidius campanellae \| \| \| \| \| \| Ceuthorrhynchidius centrimacula \| \| \| \| \| \| Ceuthorrhynchidius chevrolati \| \| \| \| \| \| Ceuthorrhynchidius cruciger \| \| \| \| \| \| Ceuthorrhynchidius fuscus \| \| \| \| \| \| Ceuthorrhynchidius hypocritus \| \| \| \| \| \| Ceuthorrhynchidius magnicollis \| \| \| \| \| \| Ceuthorrhynchidius palustre \| \| \| \| \| \| Ceuthorrhynchidius reyi \| \| \| \| \| \| Ceuthorrhynchidius rufulus \| \| \| \| \| \| Ceuthorrhynchidius spinosus \| \| \| \| \| \| Ceuthorrhynchidius spurnyi \| \| \| \| \| \| Ceuthorrhynchidius thalhammeri \| \| \| \| \| \| Ceuthorrhynchidius troglodytes \| \| \| \| \| \| Ceuthorrhynchidius urens \| \| \| \| |
|                    | \| \| Ceuthorrhynchidius albohispidus \| \| \| \| \| \| Ceuthorrhynchidius baldensis \| \| \| \| \| \| Ceuthorrhynchidius barnevillei \| \| \| \| \| \| Ceuthorrhynchidius bedeli \| \| \| \| \| \| Ceuthorrhynchidius bellus \| \| \| \| \| \| Ceuthorrhynchidius biscutellatus \| \| \| \| \| \| Ceuthorrhynchidius bucheti \| \| \| \| \| \| Ceuthorrhynchidius cakilis \| \| \| \| \| \| Ceuthorrhynchidius campanellae \| \| \| \| \| \| Ceuthorrhynchidius centrimacula \| \| \| \| \| \| Ceuthorrhynchidius chevrolati \| \| \| \| \| \| Ceuthorrhynchidius cruciger \| \| \| \| \| \| Ceuthorrhynchidius fuscus \| \| \| \| \| \| Ceuthorrhynchidius hypocritus \| \| \| \| \| \| Ceuthorrhynchidius magnicollis \| \| \| \| \| \| Ceuthorrhynchidius palustre \| \| \| \| \| \| Ceuthorrhynchidius reyi \| \| \| \| \| \| Ceuthorrhynchidius rufulus \| \| \| \| \| \| Ceuthorrhynchidius spinosus \| \| \| \| \| \| Ceuthorrhynchidius spurnyi \| \| \| \| \| \| Ceuthorrhynchidius thalhammeri \| \| \| \| \| \| Ceuthorrhynchidius troglodytes \| \| \| \| \| \| Ceuthorrhynchidius urens \| \| \| \| |
|                    | Ceuthorrhynchidius albohispidus |
|                    | |
|                    | Ceuthorrhynchidius baldensis |
|                    | |
|                    | Ceuthorrhynchidius barnevillei |
|                    | |
|                    | Ceuthorrhynchidius bedeli |
|                    | |
|                    | Ceuthorrhynchidius bellus |
|                    | |
|                    | Ceuthorrhynchidius biscutellatus |
|                    | |
|                    | Ceuthorrhynchidius bucheti |
|                    | |
|                    | Ceuthorrhynchidius cakilis |
|                    | |
|                    | Ceuthorrhynchidius campanellae |
|                    | |
|                    | Ceuthorrhynchidius centrimacula |
|                    | |
|                    | Ceuthorrhynchidius chevrolati |
|                    | |
|                    | Ceuthorrhynchidius cruciger |
|                    | |
|                    | Ceuthorrhynchidius fuscus |
|                    | |
|                    | Ceuthorrhynchidius hypocritus |
|                    | |
|                    | Ceuthorrhynchidius magnicollis |
|                    | |
|                    | Ceuthorrhynchidius palustre |
|                    | |
|                    | Ceuthorrhynchidius reyi |
|                    | |
|                    | Ceuthorrhynchidius rufulus |
|                    | |
|                    | Ceuthorrhynchidius spinosus |
|                    | |
|                    | Ceuthorrhynchidius spurnyi |
|                    | |
|                    | Ceuthorrhynchidius thalhammeri |
|                    | |
|                    | Ceuthorrhynchidius troglodytes |
|                    | |
|                    | Ceuthorrhynchidius urens |
|                    | |